# Чакона ре минор (Пахельбель)
Чакона ре минор (PWC 41, T. 204, PC 147, POP 14) ― сочинение Иоганна Пахельбеля для органа. Является одной из шести дошедших до наших дней чакон композитора.

## История
Произведение сохранилось в единственной рукописи ― так называемой книге Андреаса Баха (нем. Andreas Bach Buch), составленной Иоганном Кристофом Бахом, старшим братом Иоганна Себастьяна Баха. Иоганн Кристоф учился у Пахельбеля в период между 1685 и 1688 годами, за это время они успели стать близкими друзьями. Книга Андреаса Баха содержит только шесть произведений Пахельбеля, поскольку у Иоганна Кристофа в наличии было множество других копий его работ. Согласно часто пересказываемому историческому анекдоту, одна из таких рукописей, содержащая композиции Фробергера, Керля и Пахельбеля, была изучена юным Иоганном Себастьяном Бахом — тайно и по ночам, потому что Иоганн Кристоф запрещал ему брать в руки свои ноты.
О дате написания пьесы ничего не известно. Книга Андреаса Баха была составлена в начале XVIII века ― вероятнее всего, между 1707 и 1713 годами. Чакона ре минор может являться примером позднего стиля Пахельбеля, как и его четыре токкаты. Все чаконы Пахельбеля, кроме одной (Чакона ре мажор, PWC 40, T. 203, PC 145, POP 13), дошли до наших дней в единичных экземплярах.

## Музыка
Чакона состоит из восьмитактовой темы и шестнадцати вариаций, последовательно переходящих одна в другую и основанных не на теме, а на басовом остинато:
Это произведение выделяется среди остинатных сочинений Пахельбеля тем, что басовый мелодический и ритмический рисунок сохраняется на протяжении всей пьесы без изменений ― за исключением незначительной модификации в восьмой вариации. Ниже представлены тема и первая вариация:
В последней вариации повторяется тема пьесы.
Наряду с Чаконой фа минор (PWC 43, T. 206, PC 149, POP 16), Чакона ре минор предвосхищает ряд особенностей, встречающихся в знаменитой Пассакалье и фуге до минор Иоганна Себастьяна Баха.